# Céline Dion chante Noël
Céline Dion chante Noël é o segundo álbum de estúdio da cantora canadense Céline Dion, que foi lançado em 30 de Novembro de 1981, através da editora discográfica Super Étoiles.O álbum contém músicas especiais de Dion cantando sobre o Natal.

## Informações do álbum
O álbum foi lançado três semanas após a estreia do primeiro álbum de Dion La Voix du Bon Dieu, o álbum continha músicas tradicionais de Natal. Embora não houvesse nenhum single para promover o disco, Céline Dion chante Noël e La Voix du Bon Dieu tinham vendido 30.000 cópias em 1981, e no ano seguinte venderam cerca de 125 mil cópias.
As faixas "Glory Alleluia", "Promenade en traîneau" e "Joyeux Noël" foram incluidas no segundo álbum de natal de Dion, Chants et contes de Noël.
Em 1993, Céline Dion gravou uma versão em ingles de "Joyeux Noël", intitulada "The Christmas Song", que em seguida foi incluída no álbum These Are Special Times. Ela também gravou uma nova versão de "Petit Papa Noël" com Alvin and the Chipmunks em 1994, para o álbum A Very Merry Chipmunk.

## Faixas
1. "Glory Alleluia" (A. DiFusco, André Pascal) – 3:38
2. "Le p'tit renne au nez rouge" (Johnny Marks – 2:44
3. "Petit Papa Noël" (Raymond Vincy, Henri Martinet, John Boylan) – 3:46
4. "Sainte nuit" (A. Adams, J. Dwight, Josef Mohr) – 2:57
5. "Les enfants oubliés" (Louis Amade, Gilbert Bécaud) – 3:00
6. "Noël blanc" (Irving Berlin, Francis Blanche) – 2:49
7. "Père Noël arrive ce soir" (Haven Gillespie, Fred Coates) – 2:00
8. "J'ai vu maman embrasser le Père Noël" (C. Koger, L. Gasté, T. Connor) – 2:40
9. "Promenade en traîneau" (Leroy Anderson, Mitchell Parish) – 2:56
10. "Joyeux Noël" (Mel Tormé, Robert Wells) – 2:36

## Histórico de lançamento
| País   | Data                  | Formato(s)                   | Editora discográfica |
| ------ | --------------------- | ---------------------------- | -------------------- |
| Canadá | 9 de Novembro de 1981 | Disco de vinil, fita cassete | Super Étoiles        |